# کشتی باری خودران
کشتی‌های باری خودران که با عنوان کشتی‌های کانتینری خودران یا کشتی‌های سطحی خودران دریایی (MASS) نیز شناخته می‌شوند، کشتی‌های بدون خدمه هستند که کانتینرها یا محموله‌های فله را بر روی آب‌های قابل کشتیرانی با تعامل کم یا بدون تعامل انسانی حمل می‌کنند. روش‌ها و سطوح مختلف استقلال را می‌توان از طریق نظارت و کنترل از راه دور از یک کشتی متعارف (سرنشین‌دار) در نزدیکی، یک مرکز کنترل خشکی یا از طریق هوش مصنوعی و یادگیری ماشین به‌دست‌آورد و به کشتی اجازه داد تا در مورد مسیر اقدام تصمیم بگیرد.
از سال ۲۰۱۹، چندین پروژهٔ کشتی باری مستقل در حال توسعه بودند که یکی از مهم‌ترین آن‌ها ساخت MV Yara Birkeland است. MV Yara Birkeland، که در ابتدا قرار بود در سال ۲۰۱۹ وارد آزمایش شود و عملیات در سال ۲۰۲۰ اجرایی شود در روسیه، گروهی از شرکت‌ها زیر چتر انجمن صنعت MARINET، پروژهٔ آزمایشی ناوبری از راه دور و خودمختار را آغاز کردند. در چارچوب این پروژه، سه کشتی موجود مجهز شدند تا از راه دور کنترل شوند و در هنگام انجام سفرهای تجاری واقعی خود بتوانند در حالت از راه دور کار کنند. شرکت‌های کشتیرانی فعال در دریاچه‌های بزرگ نیز به‌طور فعال این فناوری را با مشارکت شرکت‌های مختلف فناوری دریایی دنبال می‌کنند.
در سال ۲۰۲۰، ژاپن اولین آزمایش MASS را با شرکت Iris Leader، کشتی مخصوص حمل کامیون به IMO گزارش داد. فرانسه گزارش آزمایشی با "VN REBEL", کشتی تجاری ۸۰ متری مستقر در بندر تولون را گزارش کرد که از راه دور از مدرسهٔ پلی‌تکنیک در منطقهٔ پاریس کنترل می‌شد. چین گزارش آزمایشی انجام‌شده با کشتی «جین دو یون ۰ هائو» کشتی ۱۲٫۹ متری را که با فناوری ناوبری خودکار و کنترل از راه دور کار می‌کرد و از یک نیروگاه برق تأمین می‌شد، گزارش کرد.
در سال ۲۰۲۱، شرکت‌های روسی سیستم‌های ناوبری مستقل را طی ۲۸ سفر تجاری آزمایش کردند. با توجه به نتایج امیدوارکنندهٔ به‌دست آمده، مقامات دریایی روسیه به هر شرکت کشتیرانی اجازه داده‌اند تا کشتی‌های خود را با پرچم روسیه به سیستم‌های ناوبری خودران مجهز کرده و آن‌ها را در فعالیت‌های عادی خود به عنوان بخشی از آزمایش ملی، مشروط به برخی شرایط، به‌کار گیرند.
برخی در صنعت کشتیرانی، کشتی‌های باری خودران را گام منطقی بعدی در ترابری دریایی می‌دانند و به روند کلی خودکارسازی وظایف و کاهش خدمهٔ کشتی‌ها اشاره می‌کنند. در سال ۲۰۱۶، اسکار لواندر، معاون نوآوری دریایی رولز رویس اظهار داشت: «این اتفاق می‌افتد. اگر نیست، زمانی است. فناوری‌های مورد نیاز برای واقعی ساختن کشتی‌های از راه دور و خودران وجود دارد. ما تا پایان دهه شاهد یک کشتی کنترل از راه دور در صحنهٔ تجاری خواهیم بود.»
دیگران تردید بیشتری دارند، مانند مدیر عامل بزرگ‌ترین شرکت کشتی‌رانی جهان، سورن اسکو از مرسک که اظهار داشت که مزایای حذف خدمه از کشتی‌ها را نمی‌بیند و اضافه کرد: "من انتظار ندارم که ما به کشتی‌های کانتینری به طول ۴۰۰ متر و وزن ۲۰۰۰۰۰ تن بدون هیچ انسانی اجازه دهیم که در این اطراف حرکت کند. چالش‌های مقرراتی، ایمنی، قانونی و امنیتی به‌عنوان بزرگ‌ترین موانع در تحقق کشتی‌های باری مستقل در نظر گرفته می‌شوند.

## تعریف
کمیته ایمنی دریایی در سازمان بین‌المللی دریانوردی (IMO) تعریف اولیه ای از کشتی‌های خودران به عنوان کشتی‌های سطحی خودران دریایی (MASS) ارائه کرده‌است که شامل درجاتی از خودران بودن است که یک کشتی می‌تواند مستقل از تعامل انسانی عمل کند:
- درجه یک: کشتی با فرآیندهای خودکار و پشتیبانی تصمیم: دریانوردان برای کار و کنترل سیستم‌ها و عملکردهای کشتی در کشتی هستند. برخی از عملیات ممکن است خودکار و گاهی بدون نظارت باشد، اما دریانوردان حاضر در کشتی آماده به دست گرفتن کنترل هستند.
- درجه دو: کشتی با کنترل از راه دور با دریانوردان: کشتی از مکان دیگری کنترل و اداره می‌شود. دریانوردان برای کنترل و به‌کارگیری سیستم‌ها و عملکردهای کشتی در دسترس هستند.
- درجه سه: کشتی کنترل از راه دور بدون دریانوردان روی کشتی: کشتی از مکان دیگری کنترل و اداره می‌شود. هیچ دریانوردی در کشتی وجود ندارد.
- درجه چهار: کشتی کاملاً خودران: سیستم عامل کشتی به تنهایی قادر به تصمیم‌گیری و تعیین اقدامات است.

## مفاهیم
محققان دانشگاه ترومسو مفاهیم مختلفی را در مورد نحوه سازماندهی دریانوردی نیمه خودران و کاملاً خودران ارائه کرده‌اند.
سیستم Master-Slave پیش‌بینی می‌کند که یک کشتی «فرمانده» تک سرنشین برای هماهنگی و نظارت بر دسته‌ای از کشتی‌های «تابع» خودران بدون سرنشین که به دنبال آن هستند، استفاده می‌شود. پرسنلی با آموزش‌های سنتی دریانوردی، مهندسی و ICT برای مقابله با حوادث ناگهانی مانند خرابی ارتباطات، آتش‌سوزی یا عملیات جستجو و نجات حضور خواهند داشت. سیستم فرمانده در خشکی، کشتی‌هایی را پیش‌بینی می‌کند که می‌توانند از طریق یک خدمه خشکی آموزش دیده در یک مرکز فرماندهی نظارت و هدایت شوند. فناوری سمعی و بصری به خدمه در جهت‌گیری اطراف خود کمک می‌کند. این به کشتی اجازه می‌دهد تا در مناطق کم تردد کاملاً خودران باشد، اما از مرکز فرماندهی در مناطق پرتردد مانند کانال سوئز یا تنگه مالاکا کنترل شود. عملیات کاملاً خودران به کشتی اجازه می‌دهد بدون هیچ‌گونه دخالت انسانی حرکت کند و اطلاعات و داده‌های اطراف خود را جمع‌آوری کند و بر اساس آن تصمیم‌گیری کند. همچنین می‌تواند داده‌های ناوبری و موقعیتی را از سایر کشتی‌های خودران مشابه سیستم اجتناب از برخورد هوابرد ارسال و دریافت کند و به آن اجازه می‌دهد در صورت نیاز اقدام ایمن انجام دهد.
انجمن صنعت MARINET رویکردی را بر اساس اصل هم ارزی کامل عملکردی معرفی کرد. این اصل پیشنهاد می‌کند که وظایفی که برای خدمه روی کشتی توسط مقررات دریایی فعلی تجویز شده‌است به‌طور کامل به‌طور خودکار و تحت کنترل از راه دور انجام شود. این اجازه می‌دهد تا اتوماسیون تدریجی کشتی، خودکار کردن عملکردها یک به یک و به‌طور کامل انجام شود.

## فناوری
کشتی‌های خودران با استفاده از فناوری‌هایی که به‌طور مشابه در اتومبیل‌های خودران و خلبان‌های خودکار یافت می‌شوند، به مستقل بودن دست می‌یابند. حسگرها با کمک دوربین‌های مادون قرمز و طیف بصری که با رادار، سونار، لیدار، جی‌پی‌اس و AIS تکمیل می‌شوند، داده‌ها را فراهم می‌کنند که قادر به تأمین داده‌ها برای استفاده ناوبری خواهند بود. سایر داده‌ها مانند داده‌های هواشناسی و سیستم‌های ناوبری و ترافیک در اعماق دریا از مکان‌های خشکی به کشتی کمک می‌کنند مسیری امن را ترسیم کنند. سپس داده‌ها توسط سیستم‌های هوش مصنوعی یا در خود کشتی یا در یک مکان خشکی پردازش می‌شود و یک مسیر و الگوی تصمیم‌گیری بهینه را پیشنهاد می‌کند.
داده‌های حسگرهای ذکر شده در بالا توسط چندین سیستم پردازش می‌شوند، یعنی سیستم ناوبری مستقل، سیستم نظارت و تجزیه و تحلیل نوری، سیستم کنترل حرکت هماهنگ، کنترل‌های موتور، سیستم‌های نظارت فنی و رابط‌های انسانی (ایستگاه کنترل از راه دور و رابط‌های روی کشتی).

## مزایای بالقوه

### ایمنی عملیاتی
بر اساس مطالعه ای که توسط آلیانز در سال ۲۰۱۸ انجام شد، تخمین زده می‌شود که بین ۷۵ تا ۹۶ درصد از حوادث دریایی ناشی از خطاهای انسانی مانند خستگی کارکنان، اشتباهات قضاوت شخصی، سهل انگاری و آموزش ناکافی است. خطای انسانی باعث ۲۷۱۲ تلفات در سال ۲۰۱۸ شد که هزینه آن ۱٫۶ میلیارد دلار از سال ۲۰۱۱ تا ۲۰۱۶ بوده‌است و کشتی‌های باری ۵۶ درصد از کل کشتی‌های از دست رفته را تشکیل می‌دهند. تخمین زده می‌شود که کار روی عرشه، به عنوان مثال در حین عملیات پهلوگیری، ۵ تا ۱۶ برابر خطرناک تر از مشاغل خشکی باشد. برخی استدلال می‌کنند که با معرفی کشتی‌های کاملاً خودران و نیمه خودران، تعداد و شدت این حوادث به دلیل کمبود خدمه و عملکرد بهتر سیستم‌های خودران کاهش می‌یابد.

### کاهش هزینه‌ها
طبق مطالعه‌ای که توسط دانشگاه فنی دانمارک انجام شد، تخمین زده می‌شود که خدمه روی کشتی در قالب حقوق، بیمه و آذوقه‌های داخل هواپیما سالانه حدود ۱ میلیون کرون کرونه یا ۱۵۰۰۰۰ دلار هزینه دارد، که هزینه‌های خدمه معمولاً محاسبه می‌شود. برای حدود ۲۰ تا ۳۰ درصد از کل هزینه سفر با کشتی باری. کشتی‌های نیمه خودران یا کاملا خودران می‌توانند به‌طور بالقوه این هزینه‌ها را کاهش داده و از بین ببرند و انگیزه ای برای شرکتهای کشتیرانی ایجاد کنند که برای کاهش هزینه در بازار رقابتی فزاینده تلاش می‌کنند. با این حال، کشتی‌های خودران ممکن است هزینه‌های خشکی را در قالب سرمایه‌گذاری‌های بزرگ و نگهداری از مراکز کنترل و عملیات، حسگرها، سرورهای داده و دارایی‌های ارتباطی مانند ماهواره‌های با پهنای باند بالا افزایش دهند.

### بهره‌وری انرژی و اثرات زیست‌محیطی
حذف خدمه امکان ساخت کشتی‌هایی را بدون امکانات کشتی مورد نیاز برای عملیات انسانی مانند پل یا قابلیت زندگی انسان مانند اتاق خواب، لوله‌کشی، سالن آشغال و سیم‌کشی برق، کاهش وزن و افزایش قابلیت اطمینان را می‌دهد. این امر به کشتی‌های خودران اجازه می‌دهد سبک‌تر ساخته شوند و از اندازه کمتری برای خدمه استفاده کنند و مصرف سوخت و اثرات زیست‌محیطی را کاهش دهند.

### دزدی دریایی
رولز رویس استدلال کرده‌است که فعالیت‌های دزدی دریایی با فناوری پایین با هدف کشتی‌ها و خدمه آن‌ها در نتیجه خودران کشتی‌ها کاهش می‌یابد. کشتی‌ها را می‌توان به گونه‌ای ساخت که سوار شدن به آن‌ها دشوار باشد و دسترسی به محموله و کنترل‌های دستی در دسترس نباشد. در مورد یک رویداد دزدی دریایی، مراکز کنترل می‌توانند کشتی را بی حرکت کنند یا آن را در مسیر خاصی حرکت دهند تا زمانی که مقامات دریایی بتوانند به آن برسند. بدون حضور خدمه ای برای گروگان‌گیری و باج‌گیری، کشتی‌های باری اهداف کم ارزشی برای دزدان دریایی هستند.

## چالش‌های بالقوه

### قابلیت اطمینان
در حال حاضر بیشتر خدمه کشتی‌های باری تجاری عمدتاً متشکل از افسران ناوبری و خدمه موتور هستند که ماشین‌های محرکه کشتی، ماشین‌آلات کمکی، ژنراتورهای تأمین برق، جداکننده‌ها، پمپ‌ها، سیستم خنک‌کننده را نگهداری می‌کنند. این سیستم‌ها اغلب بسیار پیچیده هستند و نیاز به تعمیر و نگهداری منظم دارند. افزایش افزونگی به عنوان راه حل دیده می‌شود، یا با داشتن دو سیستم موتور یا با استفاده از روش‌های مختلف رانش که شامل قطعات متحرک کمتری مانند برق در MV Yara Birkeland است.MV Yara Birkeland

### مقررات
مقررات بین‌المللی به عنوان یکی از بزرگ‌ترین چالش‌های پیش روی کشتی‌های خودران دیده می‌شود. قانون ۵ در مقررات بین‌المللی جلوگیری از برخورد در دریا (COLREG) مستلزم حضور مراقب برای جلوگیری از برخورد است و کنوانسیون بین‌المللی ایمنی جان در دریا (SOLAS) کشتی‌ها را ملزم می‌کند که بتوانند در جستجو و نجات شرکت کنند. عملیات نجات، مانند جمع‌آوری بازماندگان در صورت غرق شدن کشتی. بدون وجود کشتی‌های خودران، پیروی از این مقررات کار دشواری خواهد بود. IMO کار خود را برای بازنگری بخش‌هایی از رساله‌هایی که بر کشتیرانی خودران تأثیر می‌گذارند، آغاز کرده‌است، با این حال برخی استدلال می‌کنند که کار بسیار کند پیش می‌رود، زیرا پیشرفت‌هایی در حال وقوع هستند و کشتی‌های خودران از قبل آماده به‌کارگیری می‌شوند.
از سال ۲۰۲۱، کمیته ایمنی دریایی، کمیته حقوقی، کمیته تسهیل، و کمیته حفاظت از محیط زیست دریایی سازمان بین‌المللی دریانوردی، تمرین محدوده نظارتی را برای استفاده از MASS انجام دادند.
کشورهایی وجود دارند که قبلاً مقررات ملی خود را در مورد MASS تدوین و اجرا کرده‌اند. از جمله، روسیه فرمان شماره ۲۰۳۱ دولت، «در مورد انجام آزمایش‌های کشتی‌های خودران با پرچم دولتی فدراسیون روسیه»، "راهنمای برنامه COLREG در MASS", و قانون فدرال در رابطه حقوقی ناشی از استفاده از کشتی‌های خودران را تصویب کرد.

### امنیت سایبری
حملات سایبری به یک تهدید فزاینده در حمل و نقل دریایی تبدیل شده‌است، جایی که هکرها موفق شده‌اند سیستم‌هایی مانند AIS را به خطر بیاندازند، از مسدود کننده‌های ارزان قیمت برای جعل سیگنال‌های GPS و هک کردن سرورهای پایانه‌های کانتینری برای دریافت مانیفست حمل و نقل استفاده کنند. صنعت دریانوردی به دلیل ناتوانی در هماهنگی با نوآوری‌های تکنولوژیکی، عقب ماندن ۱۰ تا ۲۰ سال از سایر صنایع و ناامن ماندن شبکه‌های کامپیوتری و باز گذاشتن شبکه‌های کامپیوتری برای نفوذ جنایات سازمان یافته و بازیگران دولتی مورد انتقاد قرار گرفته‌است.
با توجه به اتکای فزاینده به فناوری اطلاعات و ارتباطات در کشتی‌های نیمه خودران و کاملاً خودران، امنیت سایبری به موضوع جدی تری تبدیل می‌شود که شرکتها باید به آن رسیدگی کنند. کنترل‌ها و داده‌های کشتی ممکن است به خطر بیفتد و در برابر حملات سایبری آسیب‌پذیر باشد، زیرا کشتی‌های خودران به یک اتصال ثابت نیاز دارند تا امکان نظارت و کنترل را فراهم کنند. پیچیدگی طراحی یک کشتی با اجزای مختلف از ارائه دهندگان مختلف می‌تواند شناسایی و جلوگیری از وقوع حملات سایبری را دشوار کند. اگر یک کشتی خودران مورد حمله سایبری قرار گیرد، به دست آوردن مجدد کنترل کشتی می‌تواند دشوار شود، زیرا خدمه‌ای ندارند که بتوانند کنترل را به صورت دستی در دست بگیرند. سیستم‌های خاص و ارزیابی خطر برای کشتی‌های خودران برای رسیدگی به این مشکل پیشنهاد شده‌است.
مشکل دیگر این است که به دلیل افزایش انتقال داده‌ها برای ارسال به عقب و جلو بین کشتی‌ها و مراکز فرماندهی خشکی، شانس «داده‌های مدیریت نشده» را افزایش می‌دهد، جایی که مقادیر زیادی داده خام تولید و منتقل می‌شود. برای دستیابی به استفاده کارآمدتر از ظرفیت ذخیره‌سازی و ارتباطی، طرح‌های پیش‌پردازش و فشرده‌سازی هوشمند مورد نیاز است تا شانس «انباشتگی داده‌ها» کاهش یابد.

### نگرانی‌های ایمنی در مورد اجرا
کشتی‌های خودران ممکن است با کاهش خطاهای انسانی در درازمدت، ایمنی را بهبود بخشند، اما در طول یک مرحله انتقال طولانی به کشتی‌های خودران، این کشتی‌ها در کنار کشتی‌هایی که توسط انسان هدایت می‌شوند عمل خواهند کرد. نحوه تعامل اینها با یکدیگر می‌تواند مشکل ایجاد کند، در مورد اینکه چه کسی در صورت برخورد کشتی‌ها در مسیر برخورد قرار دارند یا چگونه کشتی‌های کوچکتر مانند کشتی‌های ماهیگیری با فناوری پایین ممکن است با کشتی‌های خودران تعامل داشته باشند.

### مسئولیت و مسائل حقوقی
اگر حادثه ای با یک کشتی خودران رخ دهد، پیدا کردن اینکه چه کسی مسئول است چالش دشواری ایجاد می‌کند، زیرا ممکن است چندین طرف مانند شرکت، ارائه دهنده نرم‌افزار، ارائه دهنده سخت‌افزار یا ایستگاه‌های نظارت خشکی مقصر باشند. از نظر تاریخی، فرض بر این است که کاپیتان‌ها به‌طور کلی فرماندهی کشتی‌ها را بر عهده دارند و اگر اتفاقی رخ دهد، اولین کسانی هستند که تحت نظارت قرار می‌گیرند. بدون یک فرمانده مسئول، این نقش مقررات بین‌المللی است که مشخص کند چه کسی در نهایت مسئول هر گونه حادثه مربوط به کشتی‌های خودران است.